# Ctianopha lilacina
Ctianopha lilacina är en fjärilsart som beskrevs av Max Wilhelm Karl Draudt 1932. Ctianopha lilacina ingår i släktet Ctianopha och familjen tandspinnare. Inga underarter finns listade i Catalogue of Life.